# Начич, Елизавета
Елизавета Начич (серб. Јелисавета Начић / Jelisaveta Načić; 31 декабря 1878, Белград — 6 июня 1955, Дубровник) — сербский архитектор. Вдохновивила многих женщин получать профессии, которые раньше считались исключительно мужскими. Она была не только первой выпускницей в области архитектуры в Белграде, но и первой женщиной-архитектором в Сербии.

## Биография

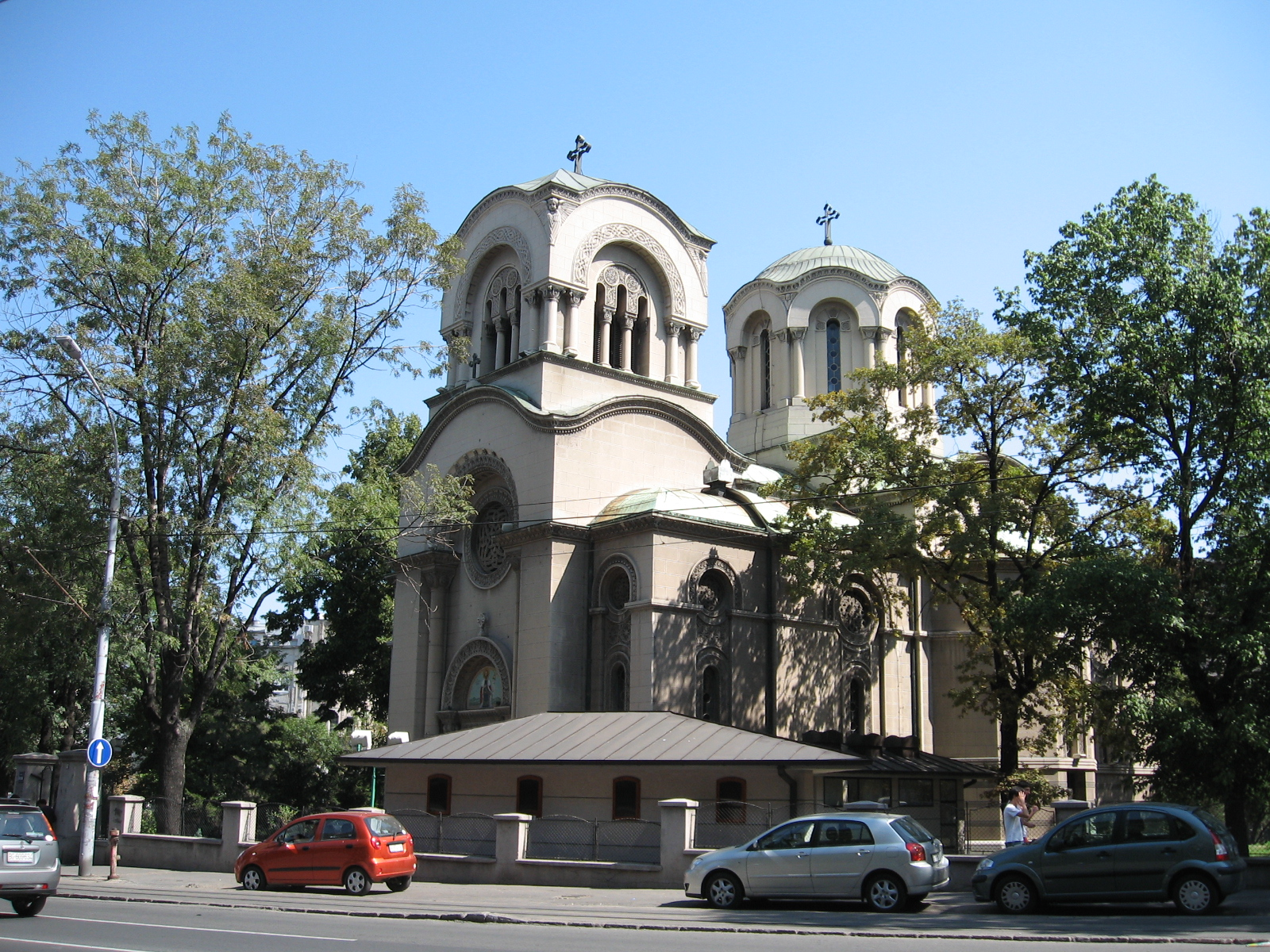
Елизавета Начич: Церковь Александра Невского, Белград (1929)

Родилась в городе Белград. Окончила школу с отличными результатами в 1896 году. После окончания школы она отправилась изучать архитектуру в архитектурной школе Университета Белграда в то время, когда считалось, что женщины не должны получать такую профессию. В возрасте 22 лет стала первой женщиной, окончившей факультет инженерного дела. Искала работу в министерстве строительства, но не смогла стать официальным лицом, поскольку существовало требование о том, чтобы была завершена военная служба. Ей удалось получить должность архитектора в Белграде, где она стала первым главным архитектором города. В 1903 году спроектировала Маленькую Лестницу в Белградском парке Калемегдан. Ее самая знаменитая работа — это школьное здание, которое она закончила в 1906 году. Теперь это строение известно как начальная школа короля Петра I. Она также создавала церкви, в том числе церковь Александра Невского в моравском стиле (1929) в Белграде и небольшую церковь в Косово. Больница, которая была построена по ее проекту, была разрушена во время Второй мировой войны, но многие из жилых зданий, некоторые из которых являются элементами модерна или неоренессанса, по-прежнему сохранились до наших дней.

### Первая мировая война
Во время Первой мировой войны Начич была интернирована в лагерь в Венгрию. Это привело к завершению ее художественной карьеры. Это продолжалось не более 16 лет. После войны Начич перебралась в Дубровник со своим мужем Лукой Лукаем, с которым она познакомилась в лагере. Она получила государственную пенсию за свои жизненные достижения.
Умерла в Дубровнике в 1955 году в бедности и забвении.